# Jenny Boyd
Jennifer Louise Boyd (Sion, Suiza, 27 de febrero de 1991) más conocida como Jenny Boyd, es una actriz y modelo británica y estadounidense. Es conocida por su papel de Lizzie Saltzman en la serie Legacies de The CW (2018-2022).

## Primeros años de vida
Boyd nació en Sion, Suiza de madre inglesa Mary Weld-Forester, una oficinista de Newbury, Berkshire y de padre Brad Boyd, ex alcalde de Sisters, Oregón. Boyd tiene doble ciudadanía británica y estadounidense. Sus padres se divorciaron en 1996.
Después de modelar internacionalmente con Elite New York, Boyd se graduó de la Academia de Música y Arte Dramático de Londres (LAMDA) con una Licenciatura en Actuación. También tomó una clase de actuación en Los Ángeles, a través de la cual conoció a la actriz de Vampire Diaries, Candice King.

## Carrera
Boyd hizo su debut televisivo como Tasya en la película para televisión Viking Quest con Anya Taylor-Joy. A esto le siguió su debut cinematográfico como Amber Kelly en la película de terror de Rudolf Buitendach de 2018, Hex. Ese mismo año, Boyd comenzó a interpretar a la bruja Lizzie Saltzman, la hermana gemela de Josie (Kaylee Bryant) y la hija de Alaric (Matthew Davis), en la serie de fantasía para adolescentes de The CW Legacies, un spin-off de The Originals (2013-2018). que forma parte del Universo The Vampire Diaries. El personaje había sido presentado previamente como un niño pequeño en The Vampire Diaries y como un adolescente en The Originals. Boyd desempeñó el papel durante las cuatro temporadas de Legacies de 2018 a 2022.

## Vida personal
A raíz de la Pandemia de COVID-19, Boyd se mudó a Wiltshire. Se casó con Eden Ormerod de Druids Lodge Polo Club en junio de 2022. Después de que a su madre le diagnosticaran Leucemia, Boyd realizó campañas con Leukemia Care y Leukemia UK.

## Filmografía
| Año       | Título            | Rol             | Notas                  |
| --------- | ----------------- | --------------- | ---------------------- |
| 2015      | Búsqueda vikinga  | Tasya           | Película de televisión |
| 2016      | Sábanas limpias   | Sonia           | Cortometraje           |
| 2018      | Maleficio         | Amber Kelly     | Película               |
| 2018      | Marea del domingo | Christabel      | Cortometraje           |
| 2018–2022 | Legacies          | Lizzie Saltzman | Rol principal          |